# Il faut savoir plaire à son maître
 (juillet 2020).
Pour plus de détails, voir Fiche technique et Distribution.
Il faut savoir plaire à son maître (Mixed Master en anglais) est un cartoon américain Looney Tunes de 1956 réalisé par Robert McKimson. 